# Festival dalmatinskih klapa – Omiš 1972.
Festival dalmatinskih klapa Omiš 1972. bila je glazbena manifestacija klapskog pjevanja u Omišu u Hrvatskoj. Festival se održao 15., 16. i 22. srpnja 1972. godine.
Poredak nakon večeri:

## Vanjske poveznice
- Službene stranice